# Tramviaduct Aerdenhout

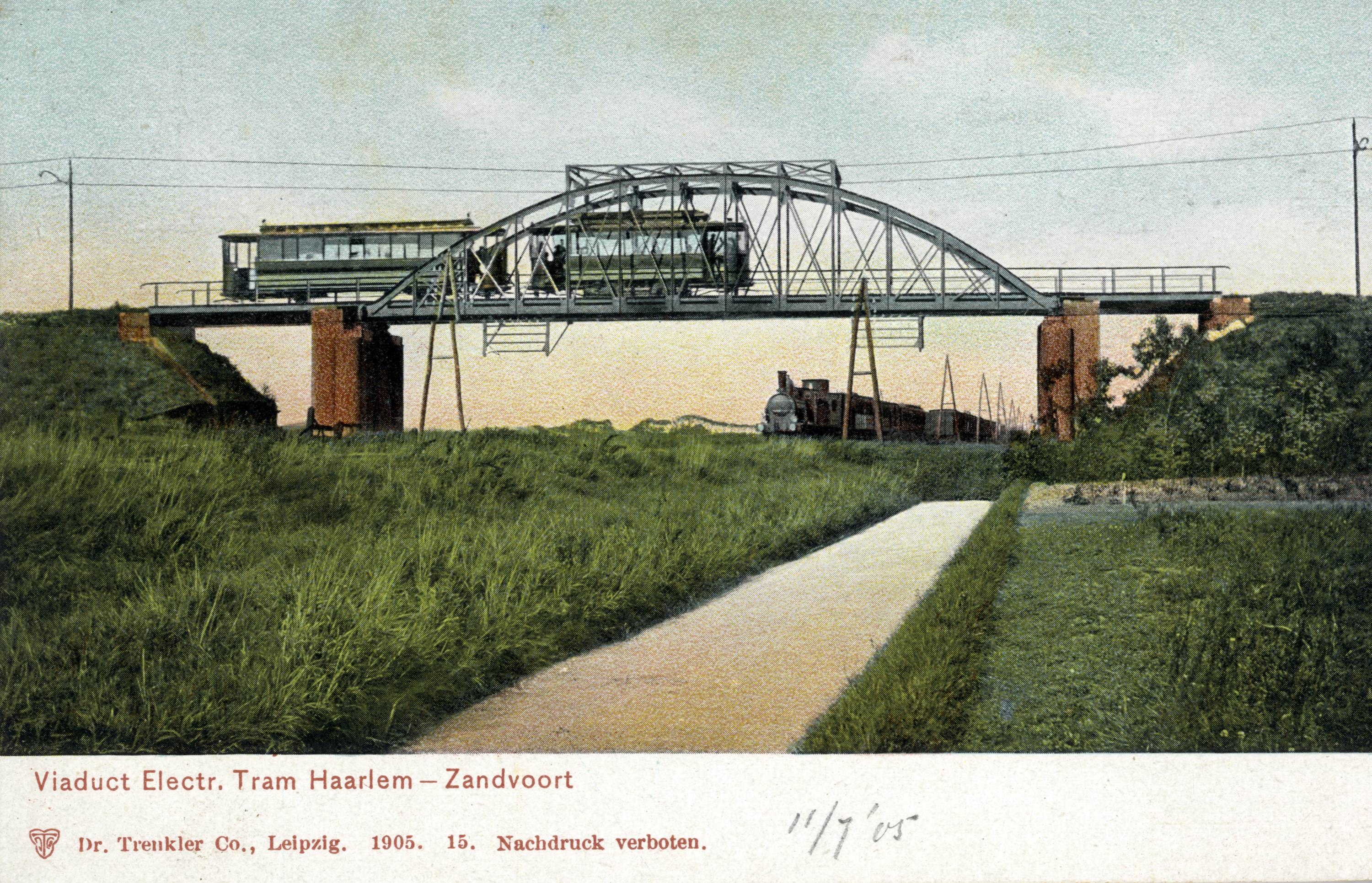
Viaduct van de Electrische Tram Haarlem - Zandvoort over de spoorlijn Haarlem - Leiden bij Heemstede; circa 1905.

Het tramviaduct Aerdenhout was een viaduct met een stalen boogbrug in Aerdenhout, gemeente Bloemendaal. Het was gelegen over de spoorlijn Haarlem – Leiden en in gebruik van 1899-1957. Het lag ongeveer 400 meter ten noorden van het huidige Station Heemstede-Aerdenhout nabij de Leidsevaart op de plaats van de huidige Provinciale weg 208 en de 's Gravensandeweg.

## Geschiedenis
Op 1 juli 1899 opende de Eerste Nederlandsche Electrische Tram-Maatschappij de tramlijn Haarlem – Zandvoort. Ter hoogte van Aerdenhout werd de spoorlijn Haarlem – Leiden gekruist en de Hollandse IJzeren Spoorwegmaatschappij wilde beslist geen gelijkvloerse kruising met de tramlijn. Om een lange procedure voor te zijn besloot de ENET op voorhand tot een ongelijkvloerse kruising waarbij werd gekozen voor een viaduct. Het viaduct was 25 meter lang en 3,60 meter breed en voorzien van een stalen boogconstructie. Het viaduct was niet breed genoeg en daarom enkelsporig. Met 5,50 meter hoogte was het viaduct hoog genoeg voor bovenleiding omdat de HSM toen al plannen voor elektrificatie had. De hellingen waren voor de tram nogal steil met een hellingspercentage van 1.41 meter. De helling aan de kant van Haarlem had een tweetal scherpe bochten.
Vanaf 1904 verscheen de Tramlijn Amsterdam - Zandvoort op het viaduct. Omdat het gehele traject enkelsporig was gaf dat tot 1916 geen probleem, maar na de spoorverdubbeling werden de op en afritten dubbelsporig gemaakt en werden er wisselwachters gestationeerd bij het viaduct. In 1924 werd de ENET overgenomen door de Noord-Zuid-Hollandsche Stoomtramweg-Maatschappij. In 1928 werd het
enkelspoor vervangen door strengelspoor waarbij de wissels konden verdwijnen.
In de jaren vijftig werd besloten dat de spoorlijn Haarlem - Leiden omhoog zou worden gebracht. Als de tram zou blijven rijden zou er een onderdoorgang voor de tram moeten komen waarbij het viaduct zou verdwijnen. Zo ver is het echter niet komen omdat in 1954 het besluit tot opheffing van de tramlijn was genomen. Het dijklichaam voor de omhoog te brengen spoorlijn was al aangelegd en lag enkele jaren onder het tramviaduct. Omdat de onderdoorgangen voor het wegverkeer niet tijdig gereed waren bleef de tram uiteindelijk nog tot 1 september 1957 rijden maar werd toen vervangen door een buslijn. Kort na de opheffing van de tram werd het viaduct afgebroken en in 1958 werd de verhoogde spoorlijn in gebruik genomen met een viaduct ten behoeve van de N208 die op de plaats van de trambaan werd aangelegd.